# Sanatorium „Wiktor” w Żegiestowie
Sanatorium „Wiktor” w Żegiestowie – modernistyczny budynek sanatorium w Żegiestowie położony u podstawy Łopaty Polskiej. Obiekt otoczony jest z dwóch stron korytem rzeki Poprad, która w tym miejscu tworzy półwysep otoczony terytorium Słowacji. Po zmianie właściciela obiekt występuje pod nazwą „Wiktor Cechini Medical & Spa”.

## Historia
Budynek został zaprojektowany przez lwowskich architektów: prof. Jana Bagieńskiego i Zbigniewa Wardzałę. Został wybudowany w latach 1934–1936 przez Spółdzielnię „Dom Wypoczynkowy Urzędników Naftowych – Małopolska”. W 2 poł. lat 30 XX w. uważany był za najnowocześniejszy i jeden z najbardziej eleganckich budynków południowej części Polski. Po 1945 był w gestii Funduszu Wczasów Pracowniczych. 20 grudnia 2010 obiekt został wpisany do rejestru zabytków. Przywrócony do świetności w 2011 przez nowego właściciela, przedsiębiorstwo Cechini – Stanisława i Józefa Cechini. Prace przy renowacji nadzorowali kierownicy budowy Jan Myśliwiec i Władysław Tokarczyk.

## Opis budynku
Budynek liczy cztery kondygnacje z pokojami dla kuracjuszy. Elementem dominującym jest przeszklona klatka schodowa, wyniesiona ponad piętra w kształcie modernistycznej wieży, z tarasami widokowymi. Od północy do obiektu przylega niższe skrzydło z jadalnią, zakończoną rotundą.
Obok budynku rozpoczyna się ornitologiczna ścieżka przyrodnicza.

## Galeria

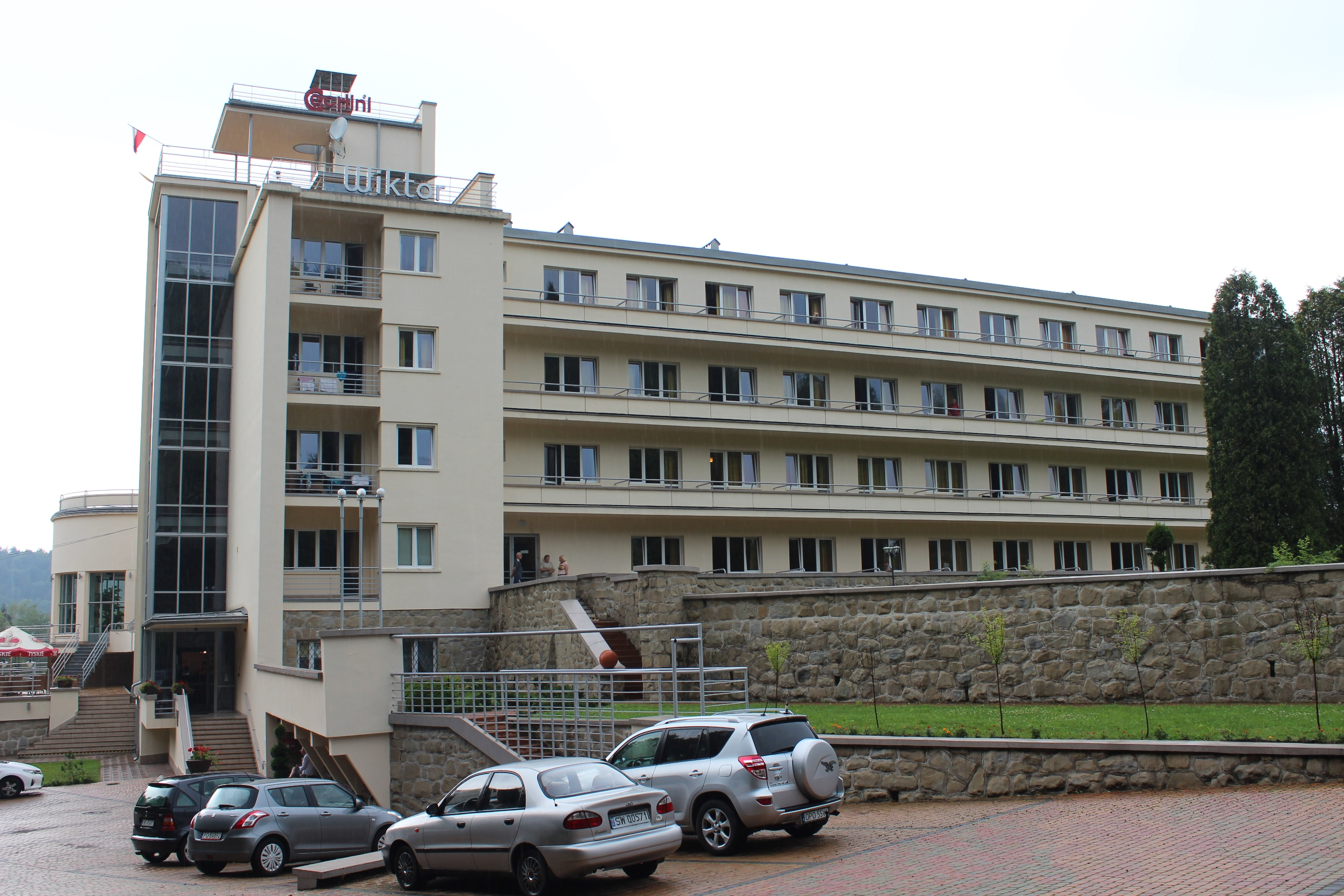
Budynek sanatorium od południa
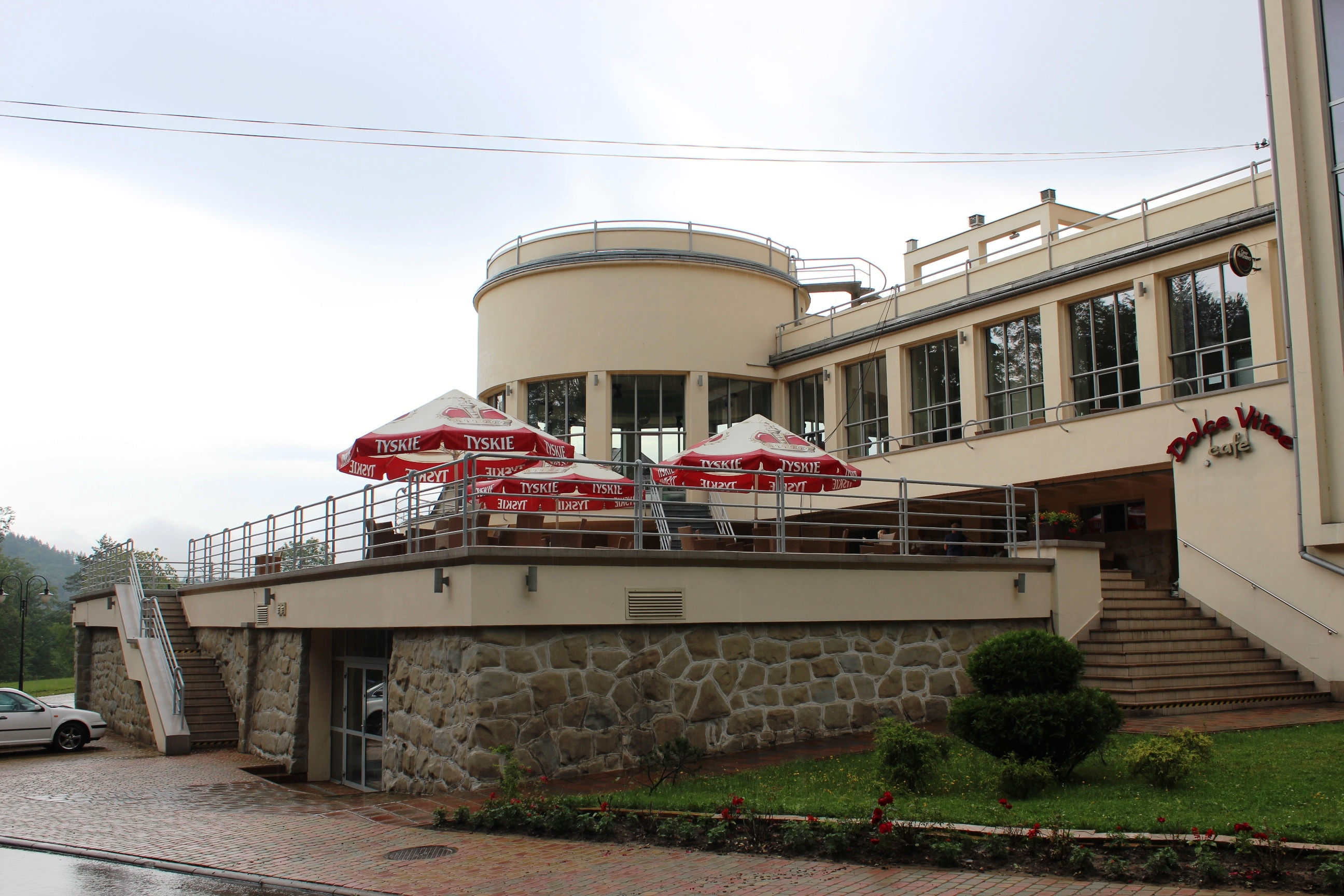
Skrzydło z rotundą (restauracja) od zachodu
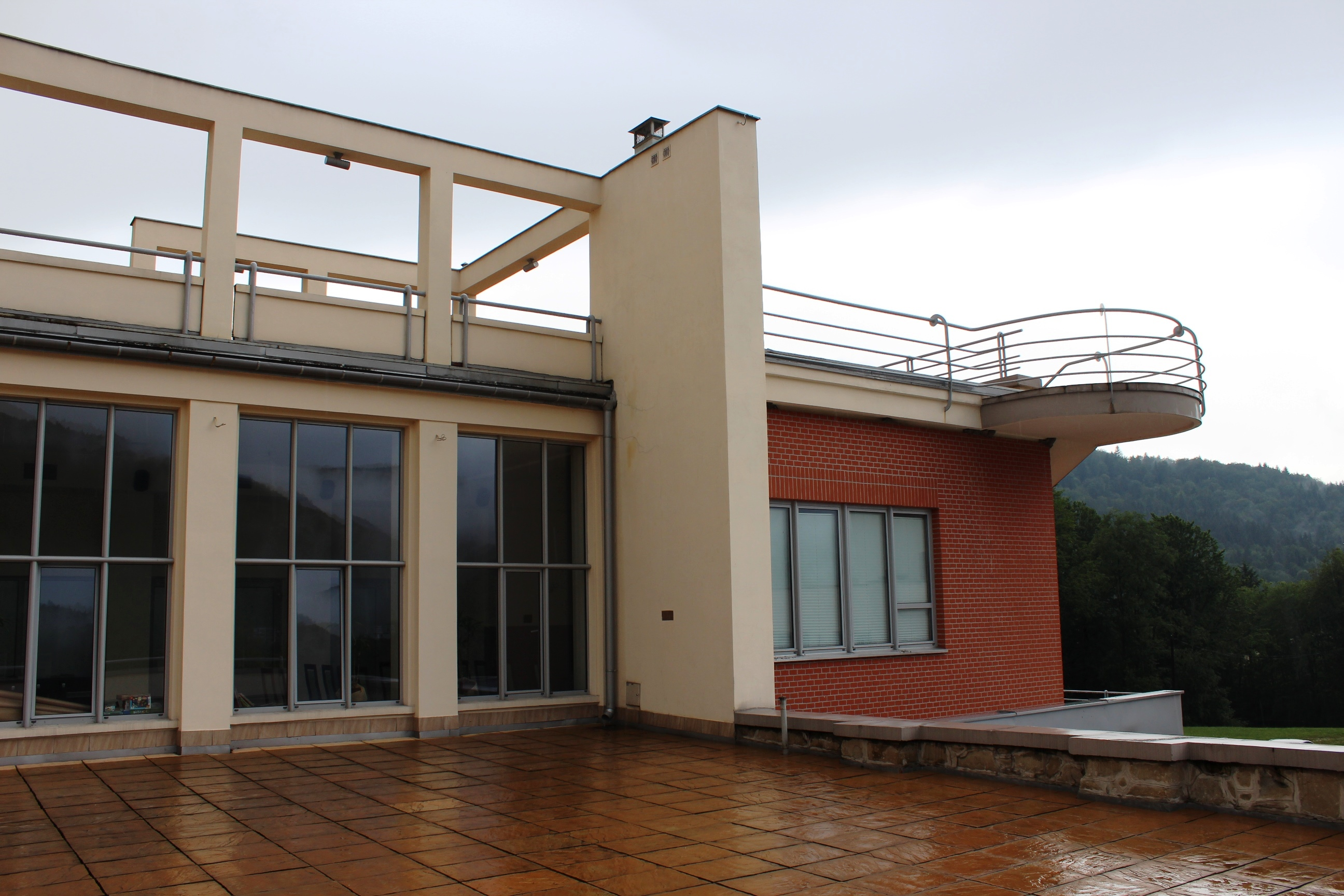
Skrzydło z restauracją od wschodu
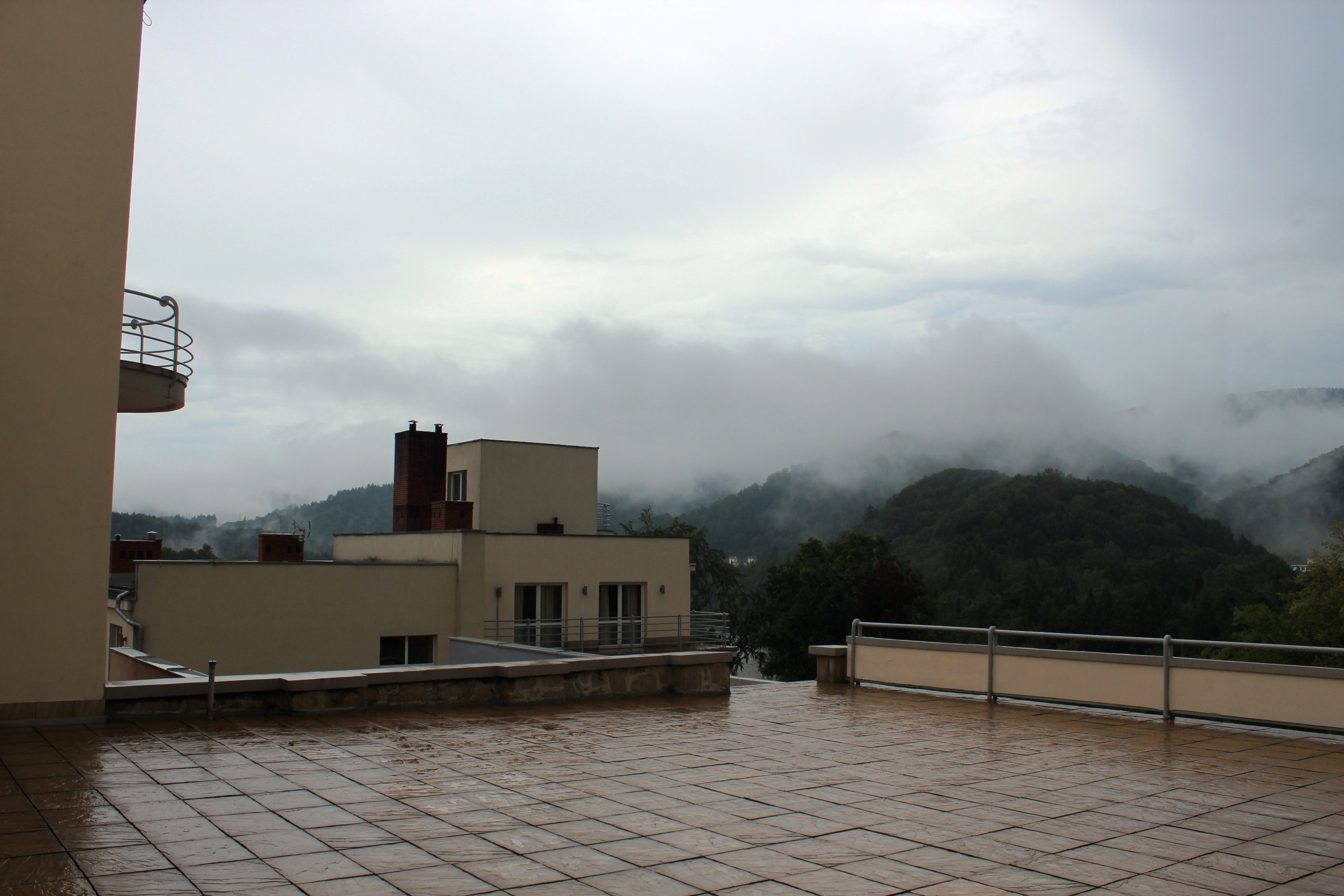
Taras
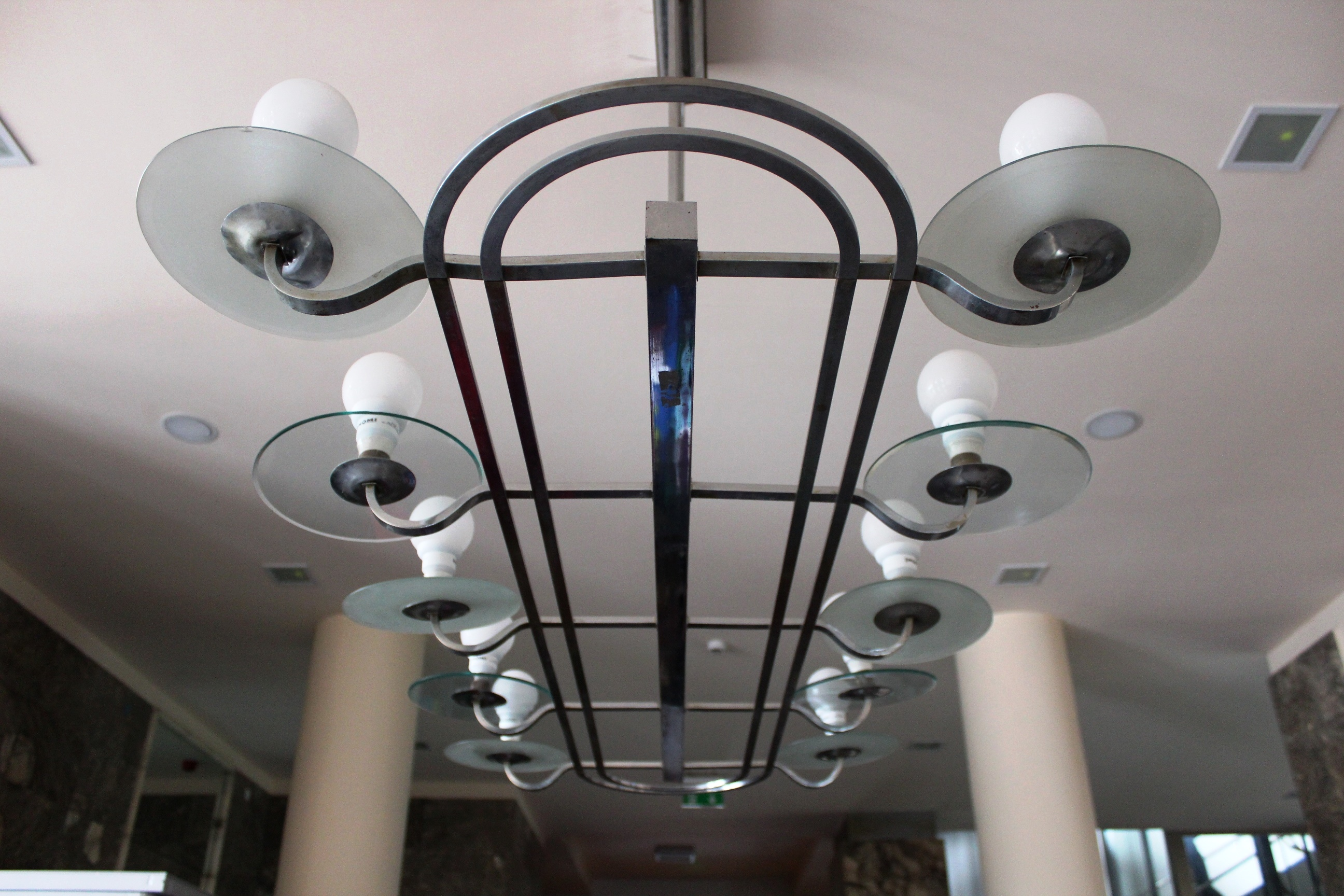
Żyrandol w holu
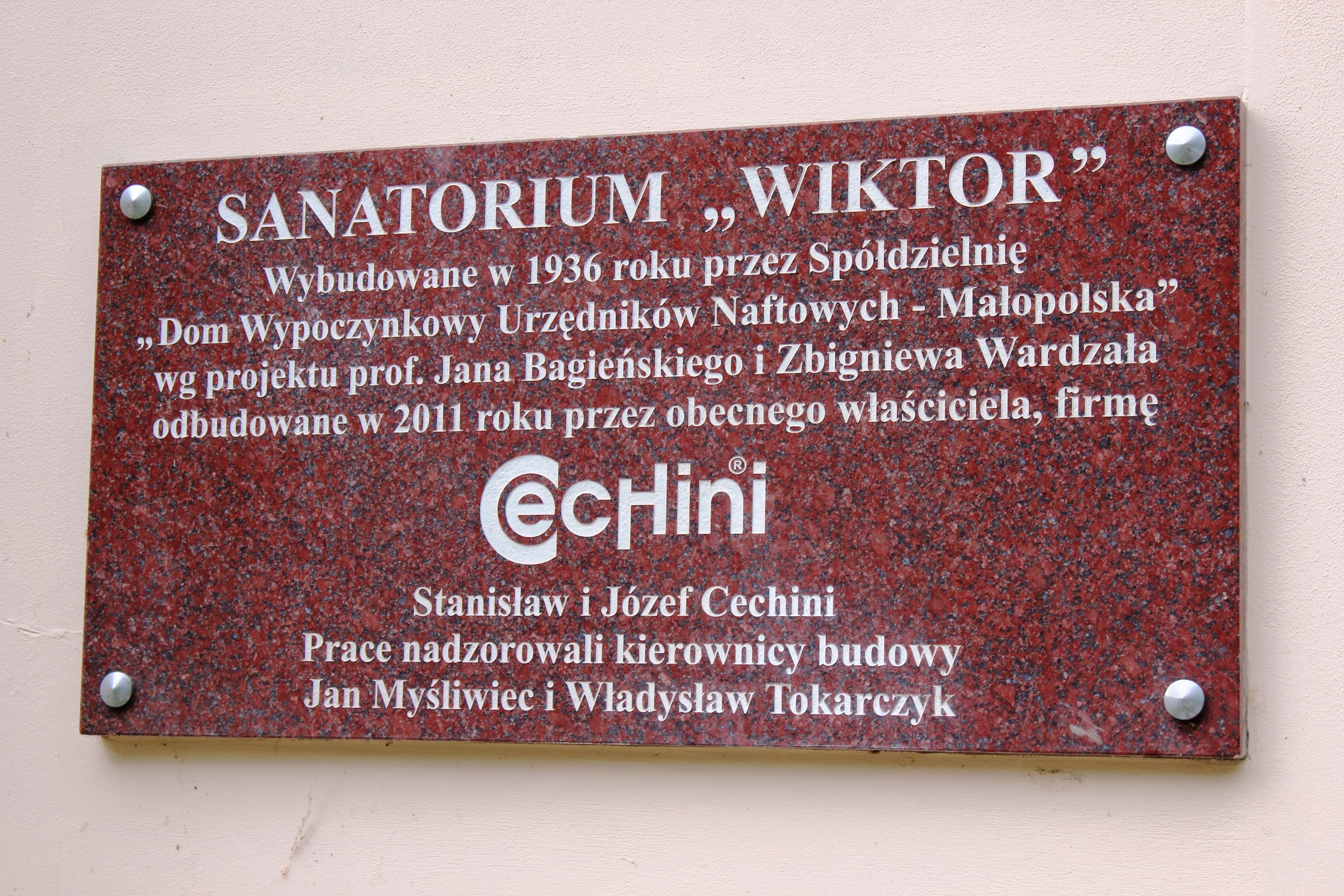
Tablica pamiątkowa upamiętniająca renowację obiektu w 2011
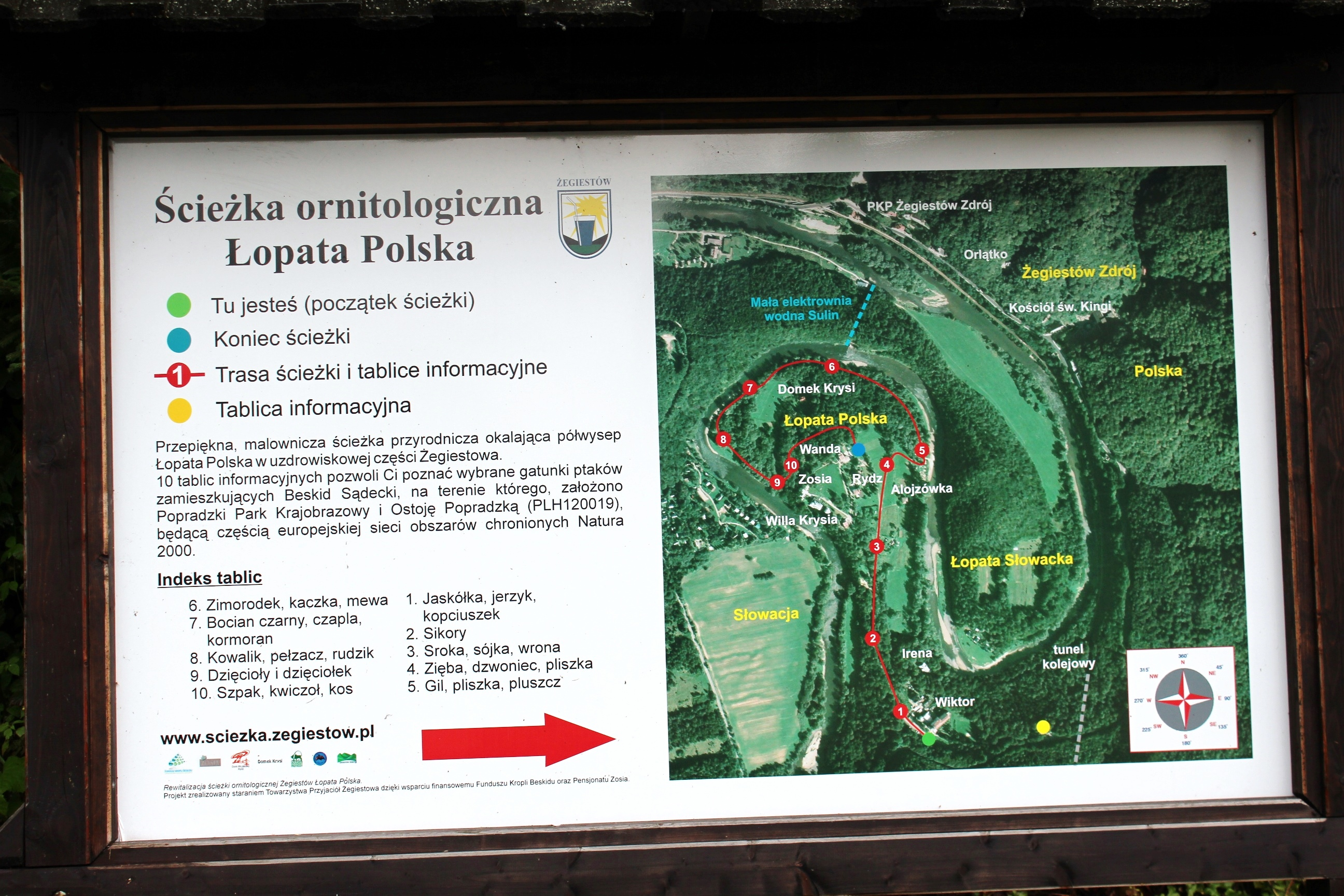
Tablica ornitologicznej ścieżki przyrodniczej
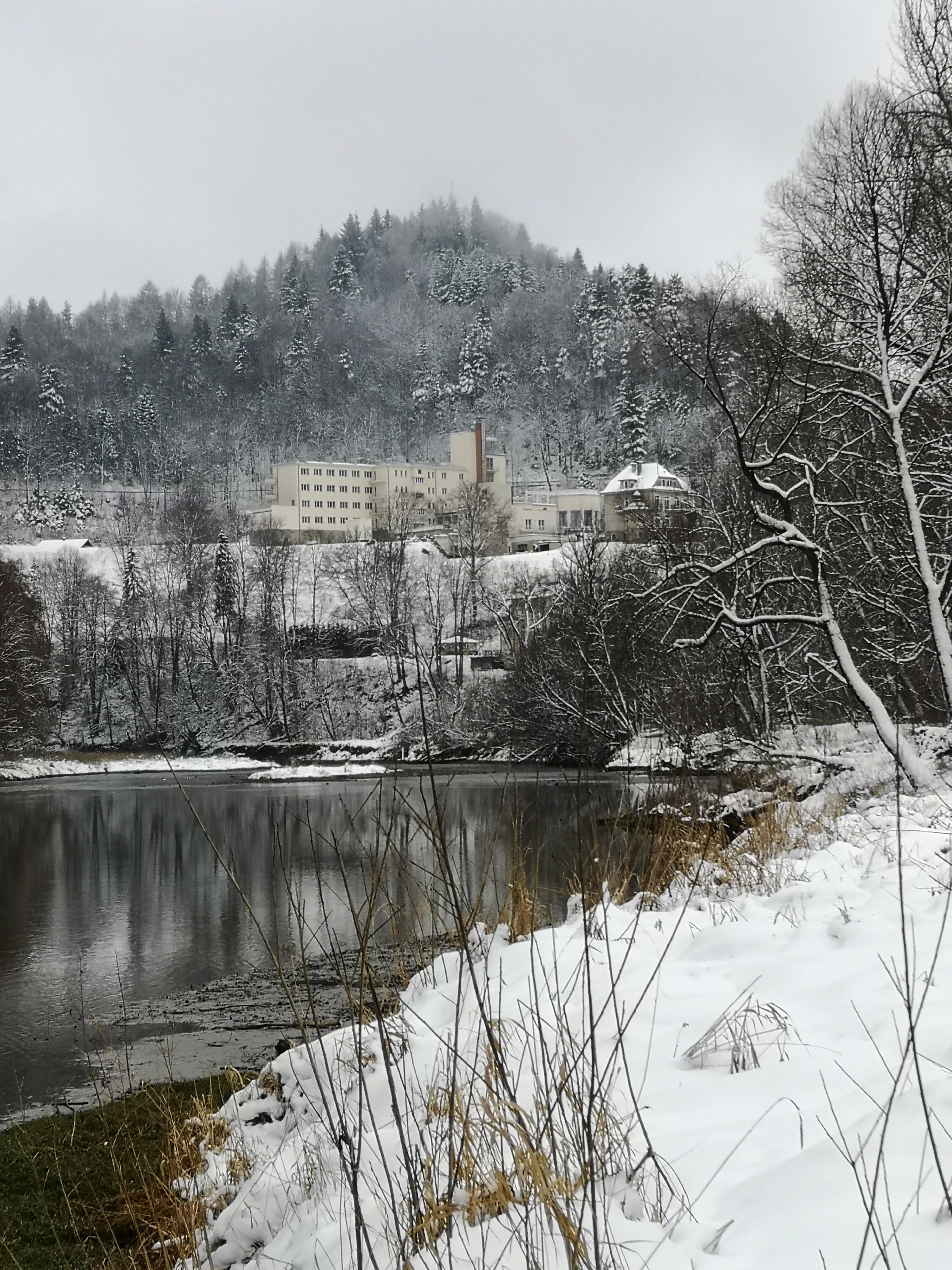
Sanatorium „Wiktor” – widok zimowy